# Mănăstirea Sfânta Ana
Das Mănăstirea Sfânta Ana (deutsch Sankt-Anna-Kloster) ist ein rumänisch-orthodoxes Nonnenkloster am Rande der Stadt Orșova im rumänischen Kreis Mehedinți.

## Geschichte
Das Kloster wurde von dem Journalisten Pamfil Șeicaru (1894–1980) gegründet, der im Ersten Weltkrieg als Unterleutnant des 17. Infanterieregiments in der Gegend von Orșova kämpfte und mit dem Militärorden Michael der Tapfere ausgezeichnet wurde, und soll an die von August bis September 1916 Gefallenen erinnern. Bei der Benennung des Klosters nach der Heiligen Anna orientierte sich Șeicaru am Namen seiner Mutter.
Das Klostergebäude wurde von 1936 bis 1939 errichtet, als Șeicaru Direktor einer Zeitung und Abgeordneter im rumänischen Parlament war. Die Kirche und die Klosterzellen entstanden in Blockbauweise aus Holz, nach Plänen des Architekten Ștefan Peternelli aus Bukarest. Die Bauarbeiten wurden von dem Ingenieur George Betelevici aus Czernowitz geleitet. Wegen des Zweiten Weltkriegs konnte das Kloster nach Abschluss der Bauarbeiten noch nicht geweiht werden. Der Stifter Pamfil Seicaru gehörte der griechisch-katholischen Kirche an, welche 1948/1949 verboten bzw. auf staatlichen Druck mit der Rumänisch-Orthodoxen Kirche vereinigt wurde. Das Anwesen ging in Staatsbesitz über und wurde während der Zeit der Volksrepublik bzw. Sozialistischen Republik Rumänien als Staats- oder Parteihotel bzw. als Restaurant genutzt. Ende der 1970er Jahre gab es dort sogar eine Nachtbar. Die Innenmalereien von I. Ivănescu wurden 1970 mit Kalk übertüncht. 1990 wurde das Kloster von der Metropolie für die Kleine Walachei übernommen und am 2. Dezember 1990 vom zuständigen Bischof Damaschin Coravu als orthodoxes Nonnenkloster geweiht, so wie es der Stifter Pamfil Șeicaru in einem Schreiben vom 24. März 1975 gewünscht hatte.

## Beschreibung
Das Kloster bildet mit der Kirche in der Mitte und den Zellengebäuden an den beiden Seiten ein „U“, das den Innenhof mit einer überdachten Veranda umschließt.
Die Kirche ist im Stil an alte Holzkirchen angelehnt, entspricht jedoch zugleich dem traditionellen rumänischen Landhausstil. Auf einem Fundament aus Beton und Stein, das mit gebrannten Ziegeln gepflastert ist, erhebt sich die Kirche in Blockbauweise mit Holzrahmen und einer Eindeckung mit Tannenschindeln über einem dreilappigen Grundriss. Der Giebel besteht aus Lindenholz und wurde von den Gebrüdern Popa aus Bukarest geschnitzt, während die Wände innen mit Mauerwerk ausgekleidet sind. Die Fenster bestanden ursprünglich offenbar aus bemaltem Buntglas.
Die Ölgemälde entsprechen der byzantinisch-orthodoxen ikonografischen Tradition und entstanden aus Farben, die der Maler Ivănescu aus Spanien und Italien mitgebracht hatte. Sie sind heute nur noch im Turm in ihrer ursprünglichen Form erhalten.

## Lage und Zufahrt
Das Kloster liegt auf dem Berg Dealul Moșului („Berg des Greisen“), der über der Stadt Orșova aufragt, an der Mündung des Cerna in die Donau, oberhalb des Eisernen Tores, eines der imposantesten Taldurchbrüche Europas.

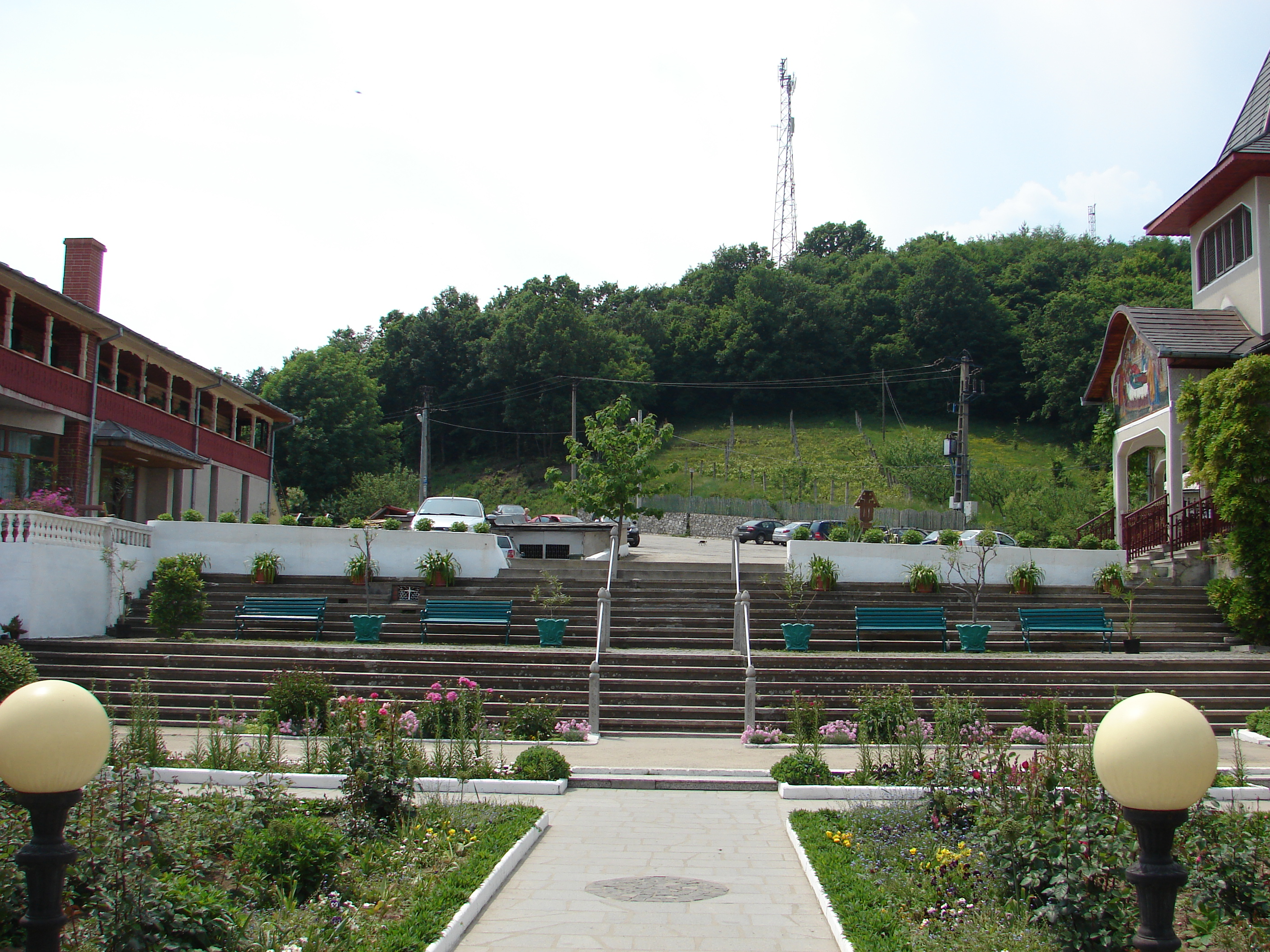
Eingangsbereich
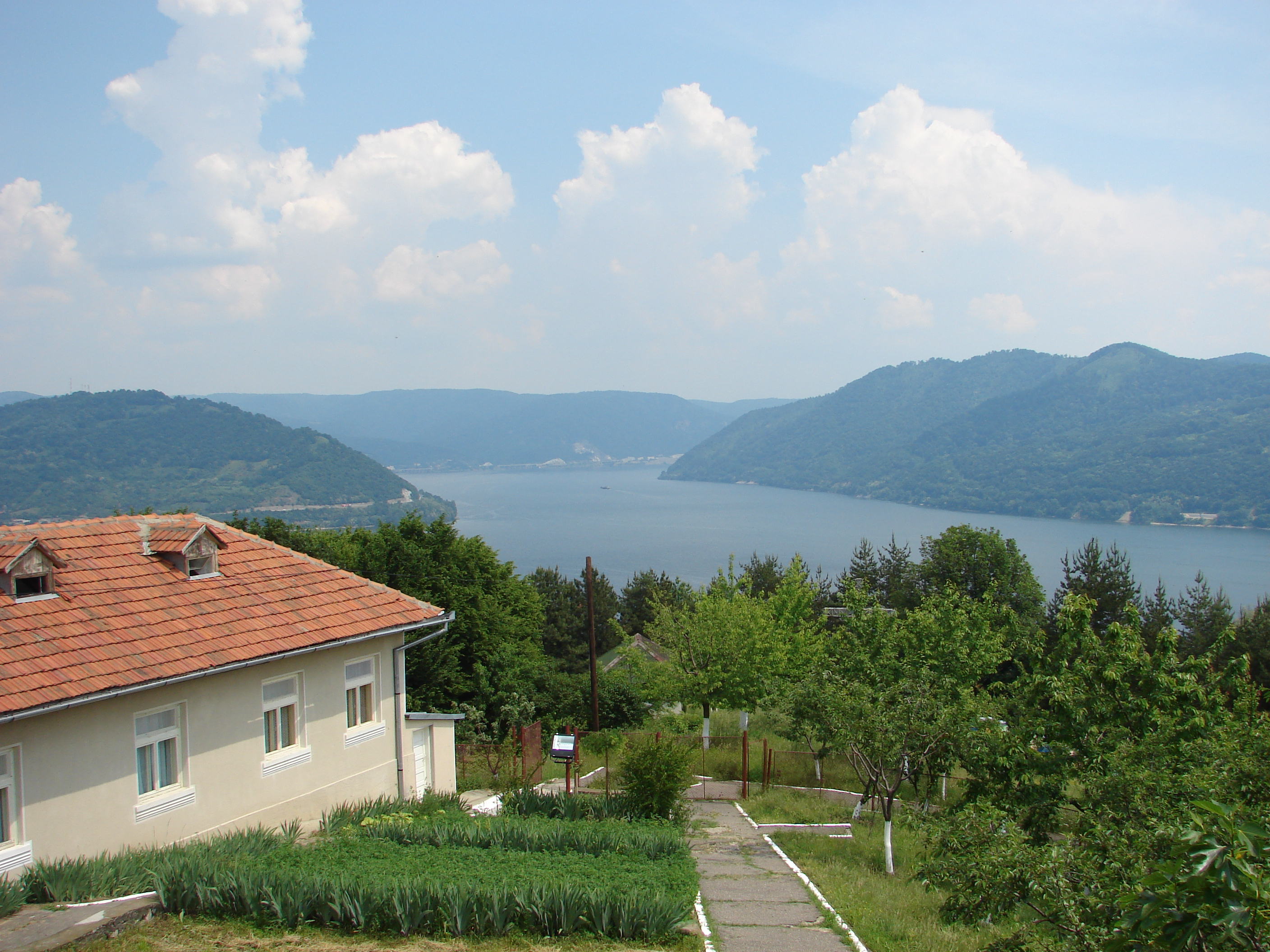
Blick vom Kloster zur Donau
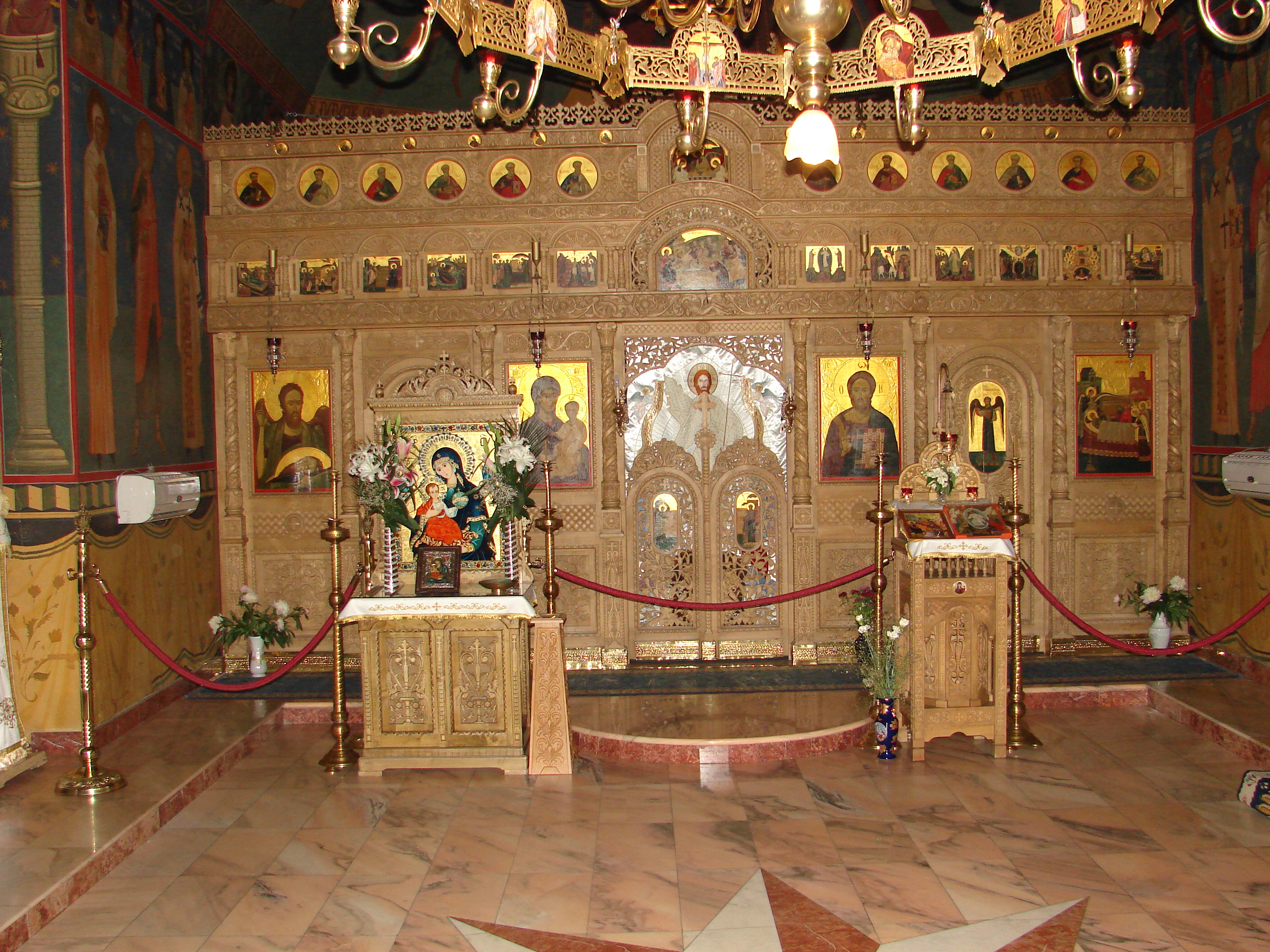
Ikonostase
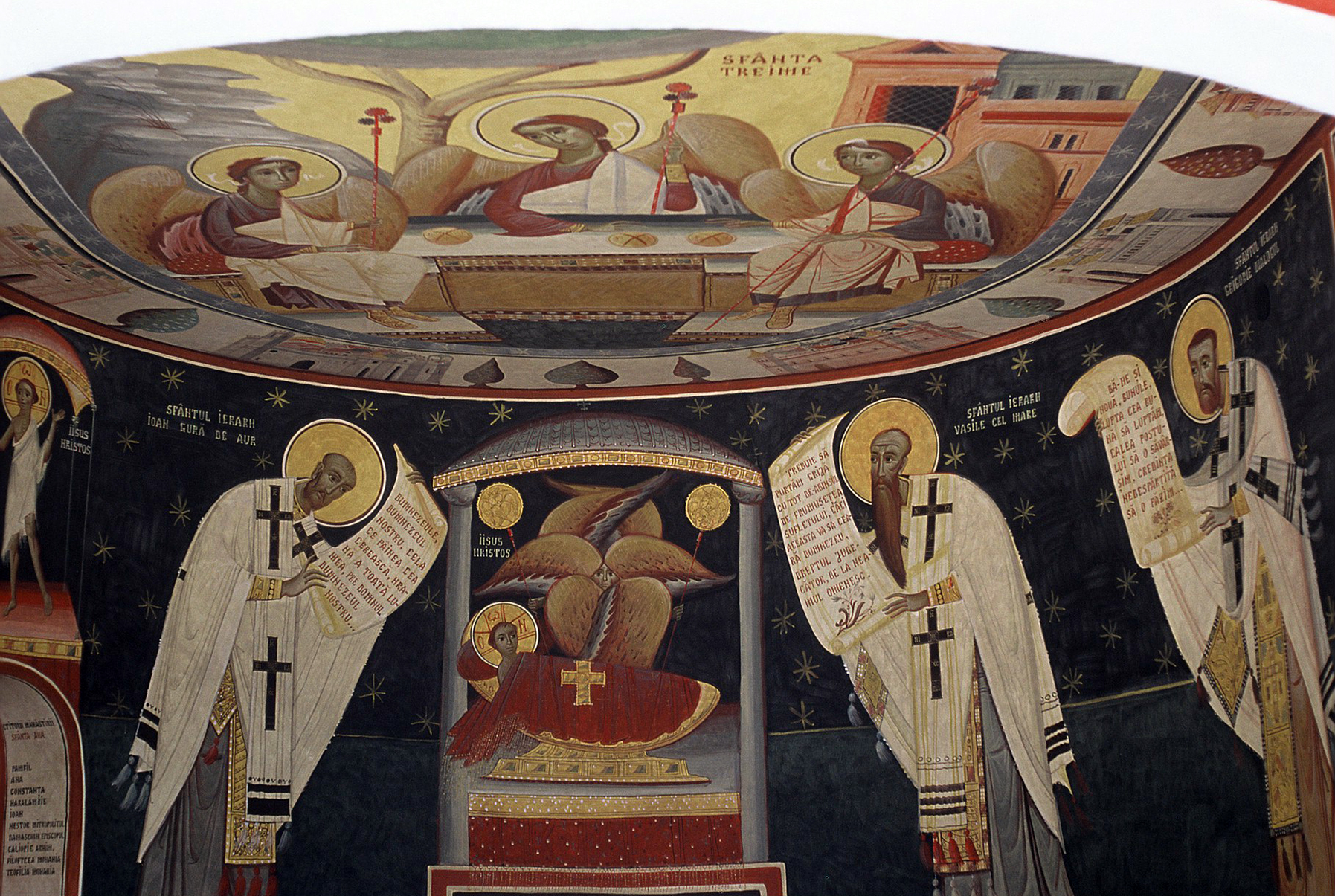
Innenmalerei

1935 entstand eine anderthalb Kilometer lange kopfsteingepflasterte Zufahrtsstraße vom Zentrum Orșovas auf den Berg Mosul, die sogenannte Heldenstraße. An der Straße wurden sieben Kreuze aus massivem Eichenholz errichtet, die den Regimentern gewidmet waren, die im Ersten Weltkrieg in der Umgebung kämpften. Die Kreuze wurden in den 1960er Jahren entfernt.

## Einzelbelege
1. ↑  Horst Schmidt / Robert Babiak: Orschowa. In: banater-berglanddeutsche.de. Heimatverband Banater Berglanddeutsche, abgerufen am 1. März 2023 (rumänisch).
2. ↑  Wilhelm Scherz: Die Donau zwischen Orsova und Moldova Noua / Teil 2. In: karpatenwilli.com. April 2005, abgerufen am 8. Mai 2023.
3. ↑  Infotafel am Kloster, 2019
4. ↑  Patriarhia Română: Mănăstirea SFÂNTA ANA. In: manastiriortodoxe.ro. 2009, abgerufen am 19. März 2023 (rumänisch).